# 第73爆撃団
第73爆撃団（だい73ばくげきだん）はアメリカ陸軍航空軍第20空軍、第21爆撃集団隷下の爆撃団。

## 概要
第73爆撃団 は第21爆撃集団隷下の爆撃団として最初期に編成されたB-29の爆撃部隊である。司令はエメット・オドンネル准将で、基地はサイパン島イスリイ飛行場に置かれた。隷下に第497爆撃群、第498爆撃群、第499爆撃群、第500爆撃群の四爆撃連隊（Bomber Group）を有し、各爆撃群は三爆撃隊から編成された。

## 隷下部隊
- 第497爆撃群
- 第498爆撃群
- 第499爆撃群
- 第500爆撃群